# バスケットボールエストニア代表
バスケットボールエストニア代表(Estonia national basketball team)は、エストニアバスケットボール連盟によって国際大会に派遣されるエストニアのバスケットボールのナショナルチームである。

## 歴史
1936年ベルリン五輪に出場し、1937・39年欧州選手権に2大会連続出場を果たす。
1941年にソ連に併合されるも、1991年の独立により翌年単独のエストニア代表チームを再開。1993年に初の国際大会となるユーロバスケットに出場。16チーム中6位と健闘する。
2001年にもユーロバスケット出場を果たすも、最下位に終わる。
2015年のユーロバスケットに久々の出場を果たした。グループリーグ5試合で1勝4敗という成績だった。
2022年ユーロバスケットでは1勝4敗という成績を残した。

## 主な国際大会成績
- 夏季オリンピック
  - 1936年 － 9-14位
- 世界選手権
  - 出場なし
- ユーロバスケット
  - 5位：1937年、1939年

## 歴代代表選手
- ヘンリ・ドレル
- マイク・コッツァー
- クリスチャン・キッシング
- マティアス・タス
- ステン・ソック
- マルティン・ドルベク
- サンデル・ライエステ
- クリスチャン・クラマエ
- シーム－サンデル・ヴェネ

## 歴代ヘッドコーチ
- ティート・ソック (2009–2019)
- ユッカ・トイヤラ (2019-2024)
- ヘイコ・ラヌラ (2024-)